# Реннер-Корнер (Південна Дакота)
Реннер-Корнер (англ. Renner Corner) — переписна місцевість (CDP) в США, в окрузі Міннігага штату Південна Дакота. Населення — 347 осіб (2020).

## Географія
Реннер-Корнер розташований за координатами 43°38′55″ пн. ш. 96°42′13″ зх. д. / 43.64861° пн. ш. 96.70361° зх. д. (43.648735, -96.703680).  За даними Бюро перепису населення США в 2010 році переписна місцевість мала площу 3,34 км², з яких 3,33 км² — суходіл та 0,01 км² — водойми.

## Демографія
Згідно з переписом 2010 року, у переписній місцевості мешкало 305 осіб у 136 домогосподарствах у складі 98 родин. Густота населення становила 91 особа/км².  Було 140 помешкань (42/км²).
Расовий склад населення:
| - 96,4 % — білих - 1,0 % — корінних американців - 0,7 % — чорних або афроамериканців - 1,3 % — осіб інших рас |

До двох чи більше рас належало 0,7 %. Частка іспаномовних становила 1,3 % від усіх жителів.
За віковим діапазоном населення розподілялося таким чином: 17,4 % — особи молодші 18 років, 69,8 % — особи у віці 18—64 років, 12,8 % — особи у віці 65 років та старші. Медіана віку мешканця становила 45,9 року. На 100 осіб жіночої статі у переписній місцевості припадало 125,9 чоловіків;  на 100 жінок у віці від 18 років та старших — 121,1 чоловіків також старших 18 років.
Медіана доходів становила 66 500 доларів для чоловіків та 38 036 доларів для жінок. За межею бідності перебувало 6,7 % осіб, у тому числі 0,0 % дітей у віці до 18 років та 34,0 % осіб у віці 65 років та старших.
Цивільне працевлаштоване населення становило 163 особи. Основні галузі зайнятості: роздрібна торгівля — 34,4 %, транспорт — 18,4 %, освіта, охорона здоров'я та соціальна допомога — 16,6 %.